# Air Malta
A Air Malta, companhia aérea nacional da Malta, começou a operar com 2 Boeings 720BS, em Abril de 1974. Então fazia voos para Londres, Birmingham, Manchester, Roma, Frankfurt, Paris e Tripoli. Atualmente, a Air Malta serve 50 destinos na Europa, Norte da África, Médio Oriente e Golfo Pérsico. No último ano, a Air Malta transportou mais de 1,6 milhões de passageiros. Seu Hub é no Aeroporto Internacional de Malta, situado na Cidade de Luqa.

## História
Primeiros anos
Pouco depois da Segunda Guerra Mundial, várias pequenas companhias aéreas privadas foram formadas em Malta. Entre eles estavam a Malta Instone Airline, a BAS (Malta) Ltd e a Malta Airlines. Em 1947, as duas primeiras empresas fundiram-se para formar a Air Malta Ltd numa concorrência acirrada com a segunda. Por fim, em 1951, a Malta Airlines absorveu as operações da Air Malta Ltd e continuou operando com um acordo com a BEA até 1973. Os proprietários da Air Malta Ltd usaram seus imóveis, pessoal e equipamentos para montar uma empresa de assistência em terra chamada MAS, Malta Aviation. Serviços.
No início dos anos 70, o governo de Malta nomeou Albert Mizzi como presidente da companhia aérea e fez um apelo a uma companhia aérea internacional para ajudar a criar uma companhia aérea. A Pakistan International Airlines (PIA), então considerada a melhor companhia aérea da Ásia, foi selecionada e uma nova transportadora foi criada. O nome escolhido para a nova companhia aérea era semelhante ao da sua antecessora, Air Malta Co Ltd, e foi estabelecido em 31 de março de 1973. A BEA foi fundada para continuar suas operações em Malta, desta vez para a Air Malta, até o primeiro voo da Air Malta. Abril de 1974. Tanto a Malta Airlines como a Malta Aviation Services foram adquiridas pelo governo e os proprietários privados receberam uma participação na Air Malta Co. Ltd.
A Air Malta iniciou suas operações, com dois Boeing 720B locados a seco que atendiam Roma, Trípoli, Londres, Manchester, Frankfurt e Paris a partir de Malta. Mais tarde, comprou mais 3 Boeing 720B e comprou os dois originais.

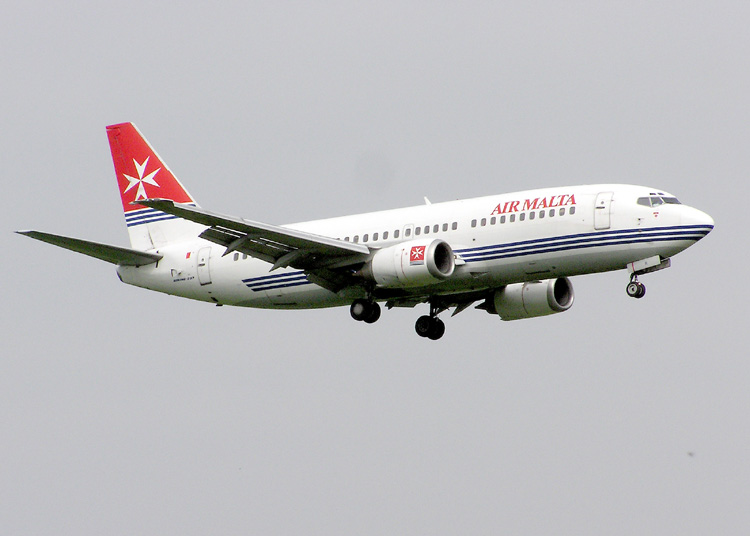

Em 1981, três Boeings 737-200s estavam locados a vapor, o que foi tão bem-sucedido que em 1983 três novos Boeing 737-200 foram entregues. Em 1986, a Air Malta comprou 3 novos Boeing 737-200 e em 1987 encomendou seu primeiro Airbus A320. Em 1989, a Air Malta exerceu uma opção para mais um A320, e em 1992, mais 3 Boeing 737-300 foram encomendados e 4 Avro RJ70 foram encomendados para rotas para Catania e Palermo, e para novos destinos como Tunis e Monastir.
Após a abertura do Aeroporto Internacional de Malta em 1992, a Air Malta criou a CargoSystems, que inclui o transporte de carga em aviões da Air Malta. Em 1994, a Air Malta inaugurou um centro de carga no aeroporto. Foi também nessa época que um acordo de codesharing com a Trans World Airlines começou.
Desenvolvimento desde os anos 2000
Entre 2002 e 2007, a Air Malta embarcou em um programa de substituição de frota, optando por mudar todas as aeronaves para os Airbus A319 e A320. A última aeronave neste pedido, um A320, foi entregue em 22 de março de 2007, e a frota não foi substituída desde então.
A Air Malta tinha cerca de 190 acordos de bilhetagem interline com outras companhias aéreas da IATA. De acordo com a revisão trimestral da Associação das Companhias Aéreas Europeias de maio de 2006, a Air Malta é a companhia aérea que perdeu a menor quantidade de bagagem de passageiros. A quantidade de bagagem perdida no primeiro trimestre de 2006 foi de 4,1 sacos perdidos por 1000 passageiros.
No inverno, a companhia aérea geralmente aluga aeronaves para maximizar os ganhos durante a baixa temporada. Em setembro de 2007, por exemplo, a Air Malta fez dois acordos com a Etihad Airways, de Abu Dhabi, pelos quais a Air Malta alugou duas aeronaves Airbus a Etihad Airways para o período de inverno a partir de 1 de setembro de 2007 e forneceu suporte operacional a outra aeronave Airbus A320. alugado pela Etihad Airways. Em janeiro e fevereiro de 2009, a Air Malta arrendou um A320 à Sky Airline do Chile. De 2011 a 2014, a Air Malta suspendeu outro A320 para a Sky Airline.
Em 2012, a Air Malta passou por um processo de re-branding, o que causou alguma controvérsia, já que os títulos em aeronaves e sinalização só dizem Malta, omitindo a palavra Air. A companhia aérea insistiu que isso não era uma mudança de nome, e o nome completo da companhia aérea continua sendo Air Malta. Além disso, os títulos nos motores ainda dizem airmalta.com. O primeiro avião a mostrar as novas cores foi o Airbus A320-200 9H-AEN no Malta International Airshow 2012. No segundo e último dia do show, o A320 e um Spitfire realizaram um flypast como o ato de encerramento.
Como comemoração dos 40 anos de operação da companhia aérea, a companhia aérea pintou uma de suas aeronaves, a 9H-AEI, uma A320-200, em cores retrô, representando a pintura usada nos Boeing 720B.
Em junho de 2017, o recém-nomeado Ministro do Turismo anunciou a reestruturação da Air Malta. Isto também foi confirmado pelo recém-nomeado presidente. A Air Malta abriu então uma série de novas rotas, incluindo Tunis, Málaga, Comiso (terminada após o verão de 2018), Kiev, Lisboa, Casablanca, Southend e Cagliari. Manchester e Frankfurt foram recomeçados após um curto período de tempo.
Em março de 2019, a companhia aérea anunciou que tinha feito um pequeno lucro de 1,2 milhão no ano fiscal de 2018. Esse lucro é o primeiro que a companhia aérea fez em 18 anos.
Em 1º de abril de 2019, a Air Malta comemorou 45 anos desde que iniciou suas primeiras operações. Atualmente, a companhia aérea está se reestruturando para ser uma empresa de sucesso. A empresa também pretende aumentar sua frota para 14 aeronaves. Os planos no momento incluem a substituição da frota atual por uma nova aeronave Airbus A320 Neo. Nos próximos cinco anos, também há planos para iniciar voos para a Ásia e a América do Norte em cidades como Nova York, Dubai e Mumbai. Essas rotas serão eventualmente servidas com aeronaves A321LR de alcance estendido.

## Assuntos Corporativos
A sede da empresa fica no Nível 2 do Skyparks Business Center, localizado na propriedade do Aeroporto Internacional de Malta, em Luqa. [10] Nas décadas de 1960 e 1970, a sede da antecessora Malta Airlines estava em Sliema.

## Codeshare
A Air Malta faz a codeshare com as seguintes companhias aéreas:
- Aeroflot airBaltic[14][15] Air France Austrian Airlines
- Brussels Airlines Czech Airlines Emirates Etihad Airways ITA Airways KLM
- Lufthansa Swiss International Air Lines Turkish Airlines

## Frota

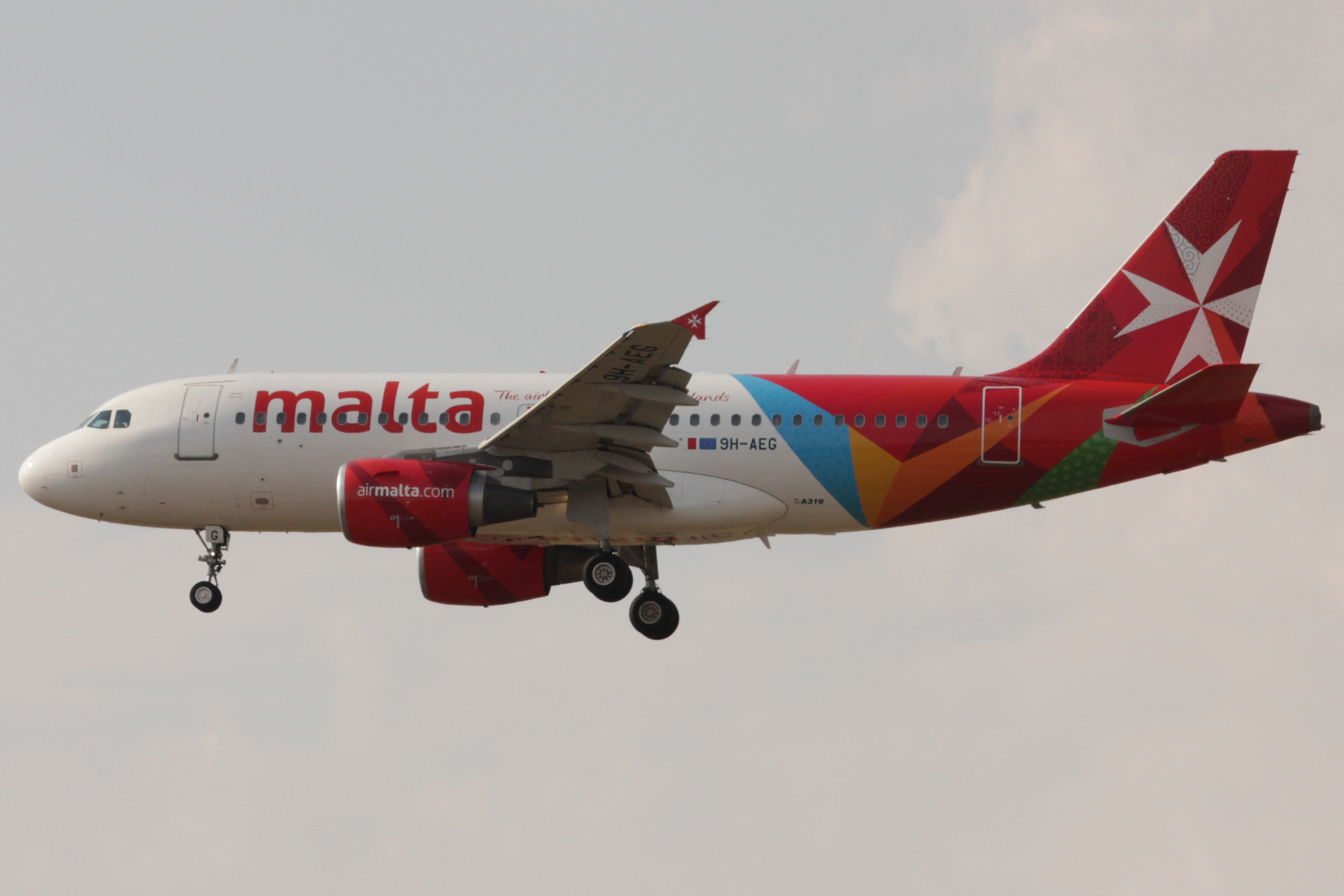
Airbus A319 da Air Malta.

Em 13 de outubro de 2017 a frota era composta por:
| Aeronaves       | Em serviço | Pedidos | Notas                   |
| --------------- | ---------- | ------- | ----------------------- |
| Airbus A319-100 | 1          |         |                         |
| Airbus A320-200 | 8          |         |                         |
| Airbus A320neo  |            | 2       | Um alugado da Smartlynx |
| Total           | 9          | 2       |                         |